# Zarzecze nad Bystrzycą
Zarzecze nad Bystrzycą (ukr. Заріччя), Zarzecze – dawniej samodzielna wieś, obecnie w granicach osiedla Sołotwina na Ukrainie. Rozpościera się na północnym brzegu Bystrzycy Sołotwińskiej.

## Historia
Zarzecze to dawniej samodzielna wieś. W II Rzeczypospolitej stanowiła gminę jednostkową Zarzecze nad Bystrzycą w  powiecie bohorodczańskim w województwie stanisławowskim. 1 kwietnia 1932 w związku ze zniesieniem powiatu bohorodczańskiego włączone do powiatu nadwórniańskiego. 1 sierpnia 1934 roku w ramach reformy na podstawie ustawy scaleniowej Zarzecze nad Bystrzycą weszło w skład nowej zbiorowej gminy Sołotwina, gdzie we wrześniu 1934 wraz z  Leśniczówką i Podsychlem utworzyło gromadę.
Podczas II wojny światowej w powiecie stanisławowskim w dystrykcie Galicja.
Po wojnie włączone w struktury ZSRR.